# Соборная школа (Лунд)

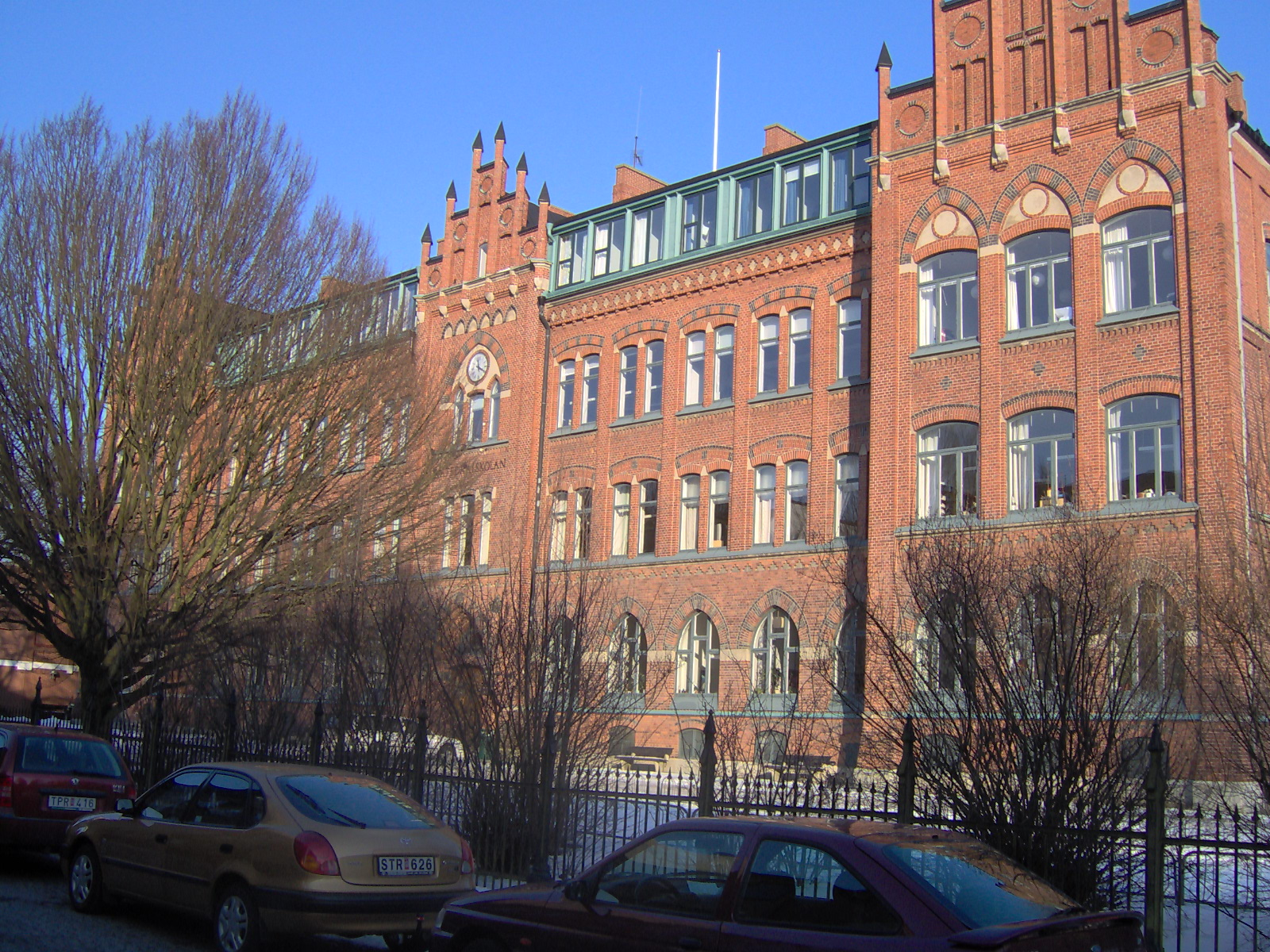
Кафедральная школа Лундского собора

Соборная школа в Лунде (швед. Katedralskolan i Lund) — кафедральная школа при Лундском соборе.
Кафедральная школа была основана в 1085 году датским королем Кнудом Святым. Это старейшая из непрерывно действующих школ Скандинавии и одна из старейших школ Северной Европы. Несмотря на то, что сегодня это государственная школа, она считается одной из самых сложных для поступления в Швеции.
Школа в своей долгой истории претерпела периоды упадка и подъёма. Во время северных войн соборная школа превратилась в незначительную начальную школу со всего двумя классами. Семь с половиной веков своего существования школа располагалась в непосредственной близости от собора в Лунде. Однако в 1837 году школа перебралась в Вифферте, где в начале XVIII века здесь находилась резиденция шведского короля Карла XII. Здесь же в 1896 году было построено современное здание школы. На протяжении многих веков школа была только для мальчиков, но в 1933 году школу было разрешено посещать и девочкам.
С 1966 года школа стала государственной гимназией, лишь сохранив название Katedralskolan. Сегодня в школе занимаются более 1400 учеников. Среди известных выпускников школы — актёр Макс Фон Сюдов, музыкант Ула Свенссон, гольфист Хенрик Стенсон, олимпийский чемпион по парусному спорту Макс Сальминен и другие.